# Wolfgang Matzky
Pour les articles homonymes, voir Matzky.
Wolfgang Matzky est un footballeur autrichien né le 14 décembre 1931 à Leoben (Autriche) et mort le 31 décembre 2012 à Toulon.
Repéré à ... Bône, en Algérie, il a joué à Toulon en Division 2, avant de rejoindre l'élite à Valenciennes où il a été arrière latéral (arrière gauche) pendant huit ans.

## Carrière de joueur
- 1956-1958: SC Toulon (55 matchs et 2 buts en Division 2)
- 1958-1968: US Valenciennes-Anzin (272 matchs et 1 but en Division 1, 31 matchs en Division 2)

## Palmarès
- 272 matchs en Division 1 et 86 matchs en Division 2
- Finaliste de la Coupe Charles Drago en 1959 avec l'US Valenciennes Anzin
- Vice-Champion de France D2 en 1962 avec l'US Valenciennes Anzin